# Sungai Jelai-Bila
Sungai Jelai-Bila är ett vattendrag i Indonesien.   Det ligger i provinsen Kalimantan Tengah, i den västra delen av landet, 600 km nordost om huvudstaden Jakarta.